# Accident de la navette spatiale Columbia
L'accident de la navette spatiale américaine Columbia a eu lieu le 1er février 2003 au cours de la mission STS-107.
Durant la phase de rentrée atmosphérique, la navette spatiale américaine Columbia est détruite au-dessus du Texas et de la Louisiane et les sept membres de l'équipage sont tués.
Les principaux débris de la navette sont retrouvés le long d'un axe allant des banlieues de Dallas (comtés de Denton et de Tarrant) jusqu'à Tyler, ainsi qu'en Louisiane.
La perte de Columbia est le résultat de dommages subis pendant le lancement : un morceau de mousse isolante de la taille d'un petit porte-documents se détache du réservoir externe (le réservoir principal de propergol) de la navette spatiale, sous l'effet des forces aérodynamiques du lancement. Le débris percute l'aile gauche sur le bord d'attaque, ce qui endommage le bouclier thermique (Thermal Protection System, TPS), qui protège la navette de la chaleur produite lors de la rentrée dans l'atmosphère. Lorsque Columbia était encore en orbite, certains ingénieurs ont soupçonné des dommages, mais les directeurs de la NASA ont limité les investigations au motif que même si des problèmes étaient découverts, rien ne pourrait être fait pour y remédier.
Au cours du retour de la mission STS-107, les gaz chauds produits lors de la rentrée atmosphérique pénètrent dans l'aile par cette zone endommagée du bord d'attaque et gagnent rapidement sa structure interne, ce qui provoque la désintégration du vaisseau.
La catastrophe est le second accident impliquant une navette spatiale américaine, après celui de Challenger en 1986. Comme pour Challenger, l'accident provoque un arrêt de deux ans des vols par navette spatiale.

## Contexte
Dans les spécifications initiales du lanceur, le comité de la NASA responsable de la sécurité de la navette avait clairement indiqué que le réservoir externe devait garder son intégrité afin de ne pas générer de débris de mousse ou autres éléments pouvant heurter la navette. Ces incidents constituaient des problèmes de sécurité qui devaient être résolus avant qu'un lancement ne soit autorisé. Cependant, durant l'exploitation du lanceur, la majorité des lancements de la navette ont enregistré des impacts de ces débris de mousse et des griffures sur les tuiles thermiques. Les ingénieurs ont donné le feu vert à la poursuite des missions en considérant que ces impacts étaient inévitables et sans solution. Ils considéraient que ces impacts ne représentaient pas un risque pour la sécurité des vols, ou qu'ils constituaient du moins un risque acceptable.
Durant la phase de décollage de la mission STS-112, deux lancements auparavant, un bloc de mousse isolante heurta le point d'ancrage inférieur du booster gauche sur le réservoir externe, causant un enfoncement de 10 cm de largeur et 7 cm de profondeur. Après la mission, ce problème fut analysé et il fut décidé de continuer le programme des lancements : « Le vol du réservoir externe est sûr et cet incident n'ajoute pas de nouvelles préoccupations (et sans risque supplémentaire) ». Ron Dittemore (shuttle program manager of NASA) et Linda Ham (shuttle program's integration manager) participèrent à cette réunion, ainsi qu'à la revue d'incident pendant la phase orbitale du vol de Columbia (STS-113). Linda Ham déclara alors : « La conséquence n'était pas claire et ne l'est toujours pas… » . La mission STS-107 fut le 113e lancement de la navette spatiale. Elle fut retardée à 13 reprises au cours des deux ans qui s'écoulèrent entre la date de lancement initialement prévue du 11 janvier 2001 et la date de lancement effective le 16 janvier 2003. Elle fut précédée par la mission STS-113 réalisée avec le lanceur Endeavour. Cette mission fut incluse dans le programme des vols à la suite des demandes du Congrès des États-Unis. Elle avait pour objectif de réaliser des expériences en micro-gravité ayant des débouchés potentiels commerciaux (module Spacehab) ainsi que le lancement du satellite Triana. Le satellite fut déprogrammé du fait de retards de financement et de construction. Il fut remplacé par un deuxième module d’expériences scientifiques FREESTAR, entraînant ainsi le report de la mission STS-107. Ces expériences n'avaient pu être réalisées à bord de la Station spatiale internationale (ISS) à cause des travaux de construction et de la limitation des équipages embarqués.
La maintenance de la navette spatiale Columbia, prévue avant la mission STS-107, avait pris six mois de retard sur le planning initial. Ayant une priorité plus faible que la réparation du Télescope spatial Hubble (STS-109) elle fut reprogrammée après celle-ci, sur la rotation suivante de la navette Columbia. Ceci décala la mission au 19 juillet 2002.
Enfin, la découverte de fissures dans le système de distribution de propergol de la navette Atlantis, puis sur toutes les autres navettes, provoqua la mise en maintenance de toutes les navettes spatiales. Les réparations effectuées, il fut décidé que les missions à destination de l'ISS, pour sa construction ou son approvisionnement, étaient prioritaires (STS-112, STS-113). La mission fut reprogrammée pour le 16 janvier 2003.
Le Bureau d'enquête sur l'accident de Columbia (Columbia Accident Investigation Board, CAIB) a exclu toute relation entre ces retards et la destruction de la navette spatiale. Il a préconisé des modifications techniques et organisationnelles. Le programme navette spatiale a été arrêté pendant plus de deux ans après la catastrophe, un retard comparable à celui résultant de la catastrophe de Challenger. En conséquence, la construction de l'ISS fut suspendue. Le réapprovisionnement de la station par des navettes, reprit vingt-neuf mois plus tard (STS-114). La rotation des équipages reprit quarante et un mois plus tard (STS-121). Durant ce laps de temps, l'ISS fut maintenue en condition opérationnelle uniquement par l'Agence spatiale fédérale russe.
Les principales modifications apportées aux missions suivantes comprenaient :
- une inspection visuelle approfondie du bouclier thermique de la navette (TPS) à l'issue de la phase d’ascension ;
- la mise en place d'une navette de secours avec son équipage au cas où des dommages irréversibles auraient été constatés ;
- l'abandon de toutes les missions n'ayant pas pour destination l'ISS, celle-ci pouvant servir de poste de secours pour l'équipage. Une seule dérogation fut admise à cette règle afin de réparer le Télescope spatial Hubble (STS-125).

## Équipage

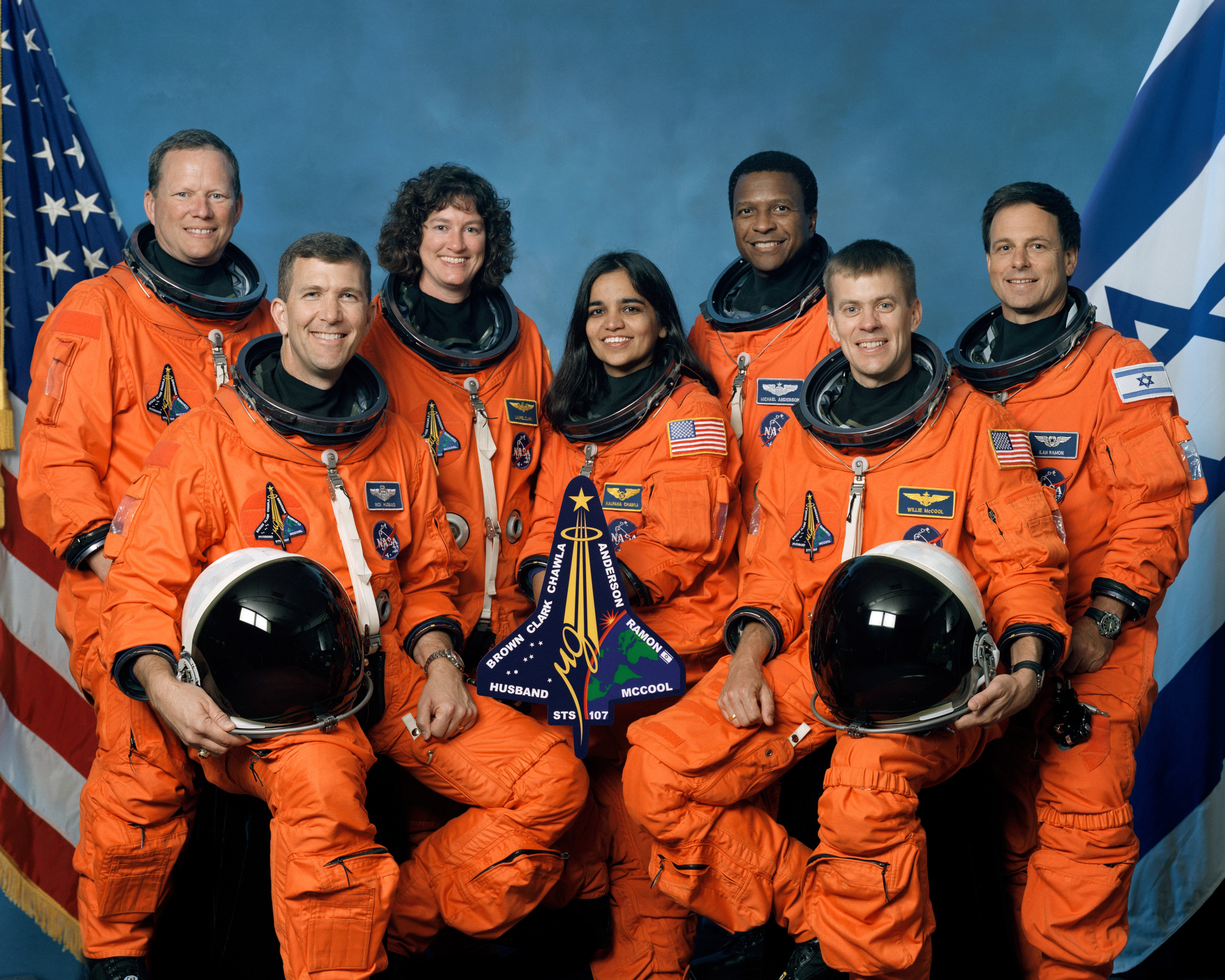
Photo de l’équipage avant la mission STS-107.

- Rick D. Husband, commandant. Colonel de l'US Air Force et ingénieur mécanique. Il participa, en tant que pilote, à la mission STS-96 à bord de Discovery (premier amarrage à la Station spatiale internationale).
- William C. McCool, pilote. Capitaine de frégate à l'US Navy. Première mission sur la navette spatiale américaine.
- David M. Brown, spécialiste de mission. Capitaine à l'US Navy, pilote et médecin militaire. Première mission sur la navette spatiale américaine. Il travailla à plusieurs expériences scientifiques.
- Kalpana Chawla, spécialiste de mission. Ingénieur aérospatial. Elle participa, en tant que spécialiste de mission chargé du bras robotisé à la mission STS-87 à bord de Columbia.
- Laurel B. Clark, spécialiste de mission. Capitaine de frégate à l'US Navy et médecin militaire. Première mission sur la navette spatiale américaine. Elle travailla à plusieurs expériences biologiques.
- Michael P. Anderson, commandant de charge utile. Lieutenant-colonel à l'US Air Force, pilote et scientifique. Il avait la charge de la partie scientifique de la mission. Il participa, en tant que spécialiste de mission, à la mission STS-89 à bord de Endeavour.
- Ilan Ramon, spécialiste de charge utile. Colonel de la Force aérienne et spatiale israélienne, pilote de chasse et premier astronaute israélien.

## Causes de l'accident

### Causes directes

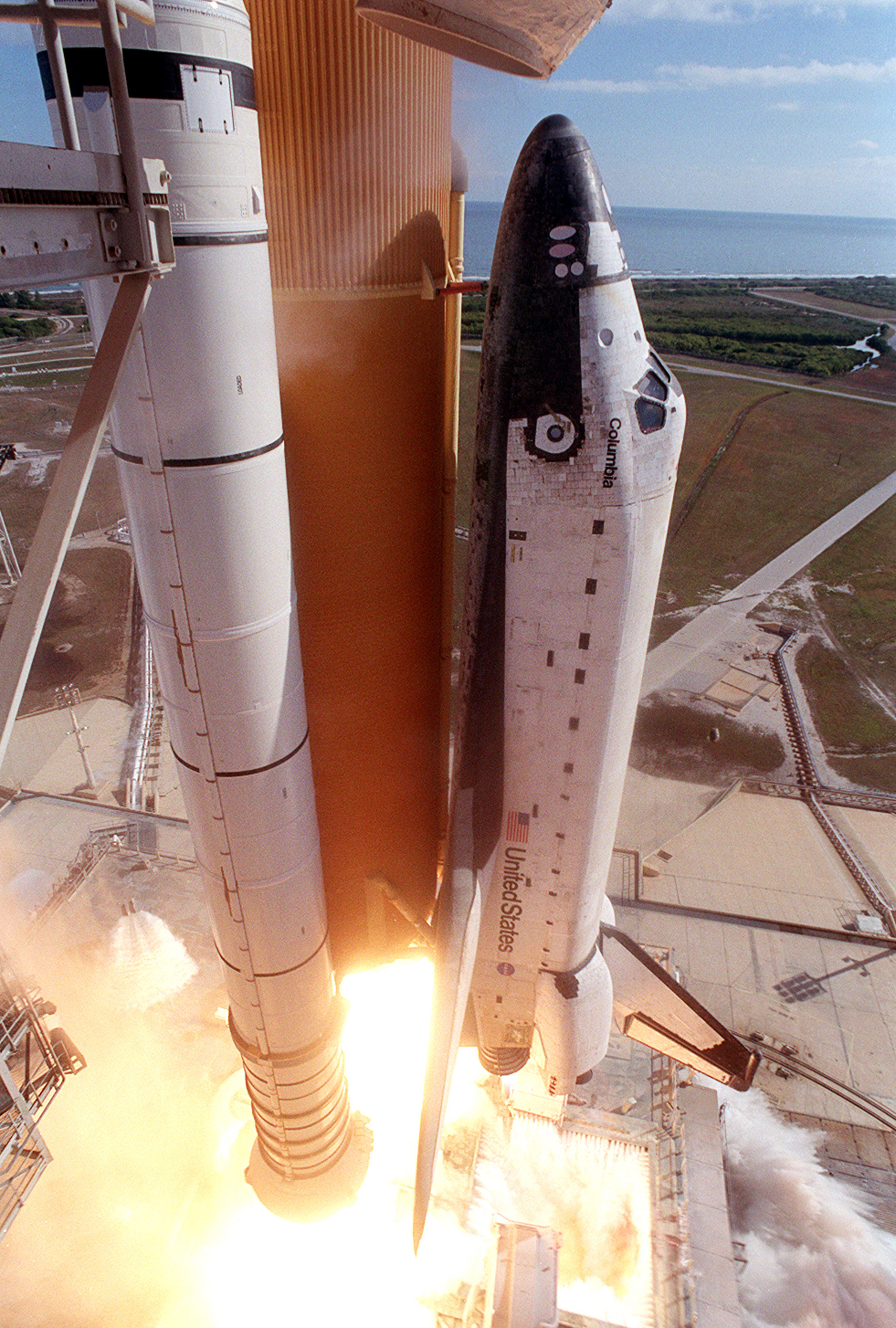
Columbia au décollage pour sa dernière mission. Le bipied entre le réservoir externe et le nez de la navette est visible sur cette photo.

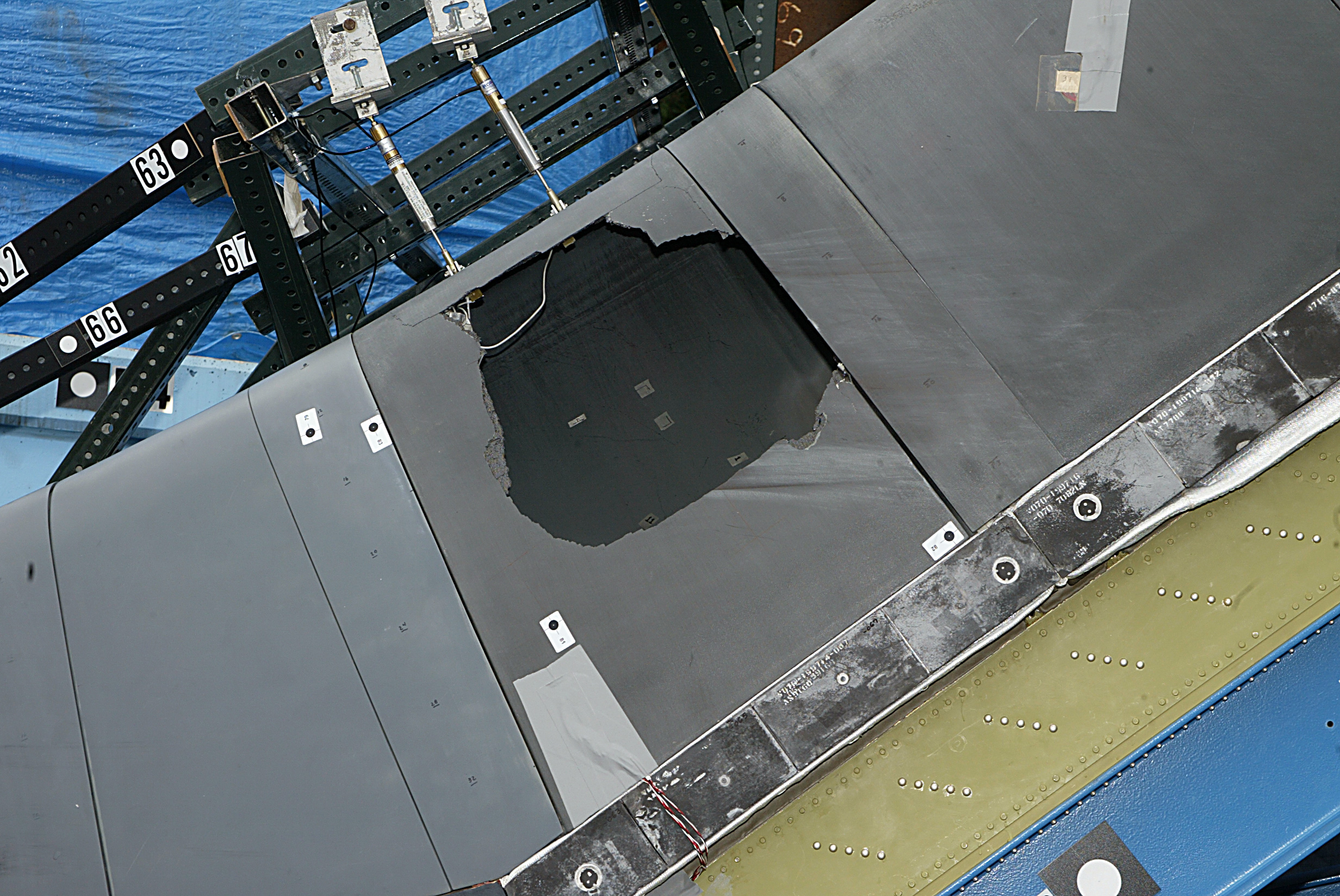
Panneaux en matériaux composites à base de graphite renforcé par de la fibre de carbone retirés de l'aile de la navette Atlantis et utilisés dans un test de collision avec de la mousse isolante lors de l'étude des causes de l'accident de Columbia.

Au bout de 81,9 secondes après le lancement, un morceau de la mousse d'isolation thermique, d'environ 48 × 29 × 14 cm pesant 0,8 kg, s'est détaché du réservoir externe.
Cette mousse isolante permet de garder les contenus du réservoir, LOX (Oxygène Liquide) à −183 °C et LH2 (Hydrogène Liquide) à −253 °C. Cette isolation en conjonction avec d'autres dispositifs, est censée éviter le réchauffement du carburant ainsi que la formation de glace sur le réservoir, laquelle pourrait alourdir la navette et aussi être dangereuse en se détachant. Ce morceau de mousse était localisé sur la partie gauche du bipied à l'avant de la navette. (voir photo de gauche).
La navette se trouvait à une altitude d'environ 20 115 m, et se déplaçait à Mach 2,46 soit 2 523 km/h. La mousse isolante s'est détachée avec cette vélocité puis, étant peu dense, elle fut ralentie par les frottements de l'air pour atteindre la vitesse de 1 644 km/h. La navette Columbia, ayant poursuivi sa course à la même vitesse, a percuté le débris avec une vitesse de l'ordre de 877 km/h relativement au bord d'attaque de l'aile gauche.
Ce bord d'attaque est constitué de panneaux en matériaux composites à base de graphite renforcé par de la fibre de carbone (RCC). Ce matériau résiste à des pressions de 700 MPa et des températures de 1 750 °C. Le choc avec l'isolant a créé un trou dans le bord d'attaque de l'aile ou dans les tuiles adjacentes du système de protection thermique de la navette. Comme l'ont montré les expériences réalisées au sol par le CAIB (voir photo de droite), cette collision a créé un trou de 25 cm de diamètre.

### Destruction au cours de la rentrée dans l'atmosphère

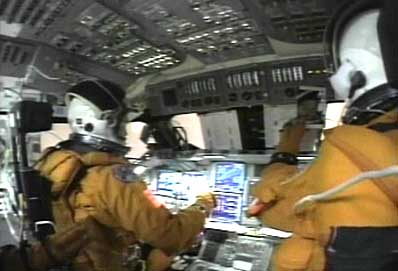
L'équipage de Columbia lors de la rentrée dans l'atmosphère.

La navette devait atterrir à 9 h 16 au John F. Kennedy Space Center près de Cap Canaveral. Cette chronologie utilise deux désignations des temps distinctes :
- Heure basée sur le fuseau horaire de la Floride : HNE.
- Temps en secondes depuis l'instant où la navette a dépassé le point de mission EI (Entry Interface) ou Interface d'entrée. Ce point EI correspond à une altitude de 122 km (EI+000) il est arbitrairement considéré comme le moment où l'orbiteur entre dans l'atmosphère discernable. Il fut franchi à 8 h 44 min 9 s HNE au-dessus de l'océan Pacifique.

#### Chronologie avant le franchissement du point EI
- 2 h 30 HNE, le samedi 1er février 2003 — L'équipe de contrôle de rentrée du vol prend ses fonctions au Centre de contrôle de mission situé dans le Lyndon B. Johnson Space Center à Houston au Texas. L'équipe de contrôle du vol ne signale aucun problème en cours à l'équipe de rentrée pour la désorbitation et la rentrée dans l'atmosphère de Columbia. En particulier, l'équipe n'a indiqué aucune inquiétude quant à l'impact de débris sur l'aile gauche lors du lancement et traitait la phase de la rentrée comme les autres.

L'équipe travaille sur les listes de contrôle de préparation à la désorbitation et à la rentrée dans l'atmosphère. Les ingénieurs météo, avec l'aide des pilotes de la navette d'entraînement évaluent les conditions météorologiques au John F. Kennedy Space Center. Vingt minutes avant la manœuvre de désorbitation, toutes les observations et prévisions météo sont dans les normes et tous les systèmes sont normaux.
- 8 h 10 — Le directeur de vol communique à la navette l'autorisation de désorbitation.

- 8 h 15 min 30 s (EI - 1719) — Le commandant Husband et le pilote McCool exécutent la manœuvre de poussée de désorbitation. Columbia a la tête en bas et la queue en avant au-dessus de l'océan Indien, à une altitude de 282 km et orbite à la vitesse de 28 163 km/h. La manœuvre est effectuée sur la 255e orbite pendant 2 min 38 s de poussée. À l'issue de la manœuvre, Husband a effectué un retournement de Columbia : position face vers l'avant, avec le nez de l'orbiteur cabré lors de l'entrée dans l'atmosphère, afin de présenter le dessous de la navette, où se situe le système de protection thermique.

- 8 h 44 min 9 s (EI + 000) — Point de mission EI (Entry Interface) ou Interface d'entrée. Comme la navette Columbia entre dans l'atmosphère à très haute vitesse, la compression et la friction des molécules de l'air provoquent une augmentation de température du bord d'attaque de l'aile jusqu'à atteindre 1 370 °C à l'issue des six premières minutes d'entrée dans l'atmosphère.

#### Chronologie après le franchissement du point EI

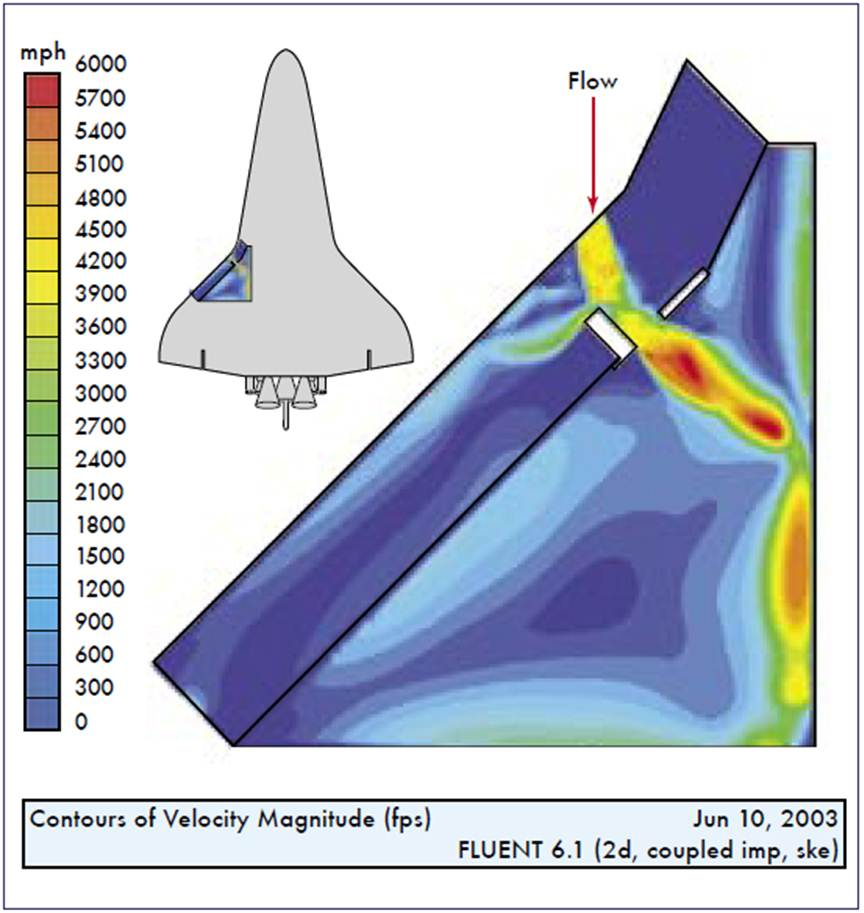
Modélisation de la vitesse du plasma s'engouffrant dans l'aile gauche de Columbia.

- 8 h 48 min 39 s (EI + 270) — Un premier capteur sur le longeron du bord d'attaque de l'aile gauche indique des valeurs supérieures à celles observées lors des précédentes rentrées de Columbia. C'est la première indication que le système de protection thermique de la navette présente un défaut. Ce paramètre était uniquement enregistré par le système de données modulaire auxiliaire (l'équivalent d'une boîte noire d'un avion) et n'était visible ni de l'équipage ni des équipes au sol.

- 8 h 48 min 59 s (EI + 290) — Un deuxième capteur situé dans l'aile gauche indique des valeurs supérieures à celles observées lors des précédentes rentrées de Columbia.

- 8 h 49 min 32 s (EI + 323) — Vitesse : Mach 24,5. Columbia effectue un virage prévu dans la trajectoire de descente.

- 8 h 50 min 19 s (EI + 370) — Un troisième capteur situé dans l'aile gauche indique des valeurs supérieures à celles observées lors des précédentes rentrées de Columbia.

- 8 h 50 min 53 s (EI + 404) — Vitesse : Mach 24,1 ; altitude: 74 km. Pendant les 10 minutes suivantes le système de protection thermique de la navette Columbia va subir les contraintes thermiques maximum.

- 8 h 51 min 14 s (EI + 425) — Un quatrième capteur situé dans l'aile gauche indique des valeurs supérieures à celles observées lors des précédentes rentrées de Columbia. Les quatre capteurs présentant des élévations de température anormales étaient enregistrés par le seul système de données modulaire auxiliaire (l'équivalent d'une boîte noire d'un avion). Ils n'étaient visibles ni de l'équipage ni des équipes au sol.

- 8 h 52 min 0 s (EI + 471) — Columbia est à environ 480 km à l'ouest de la côte californienne. La température du bord d'attaque de l'aile atteint 1 450 °C.

- 8 h 52 min 16 s (EI + 487) — Le trou dans le système de protection thermique de la navette permet au plasma extrêmement chaud de percer le longeron avant de l'aile gauche. En retrait de ce longeron, la structure de l'aile de la navette spatiale est composée de poutres en alliages d'aluminium. Ces alliages ont un point de fusion de l'ordre de 650 °C alors que le plasma s'engouffrant dans le trou du système de protection thermique de la navette est porté à une température supérieure à 1 400 °C. À partir du percement du longeron le plasma brûlant va pouvoir se répandre dans toute l'aile de la navette et la désintégrer comme indiqué dans la première illustration. Structurellement, le percement du longeron marque le point de non-retour dans la désintégration de l'aile gauche puis de la navette elle-même.

- 8 h 53 min 26 s (EI + 557) — Vitesse : Mach 23 ; altitude : 71 km. Columbia passe la côte ouest de la Californie au-dessus de Sacramento. La température du bord d'attaque de l'aile atteint usuellement 1 540 °C.

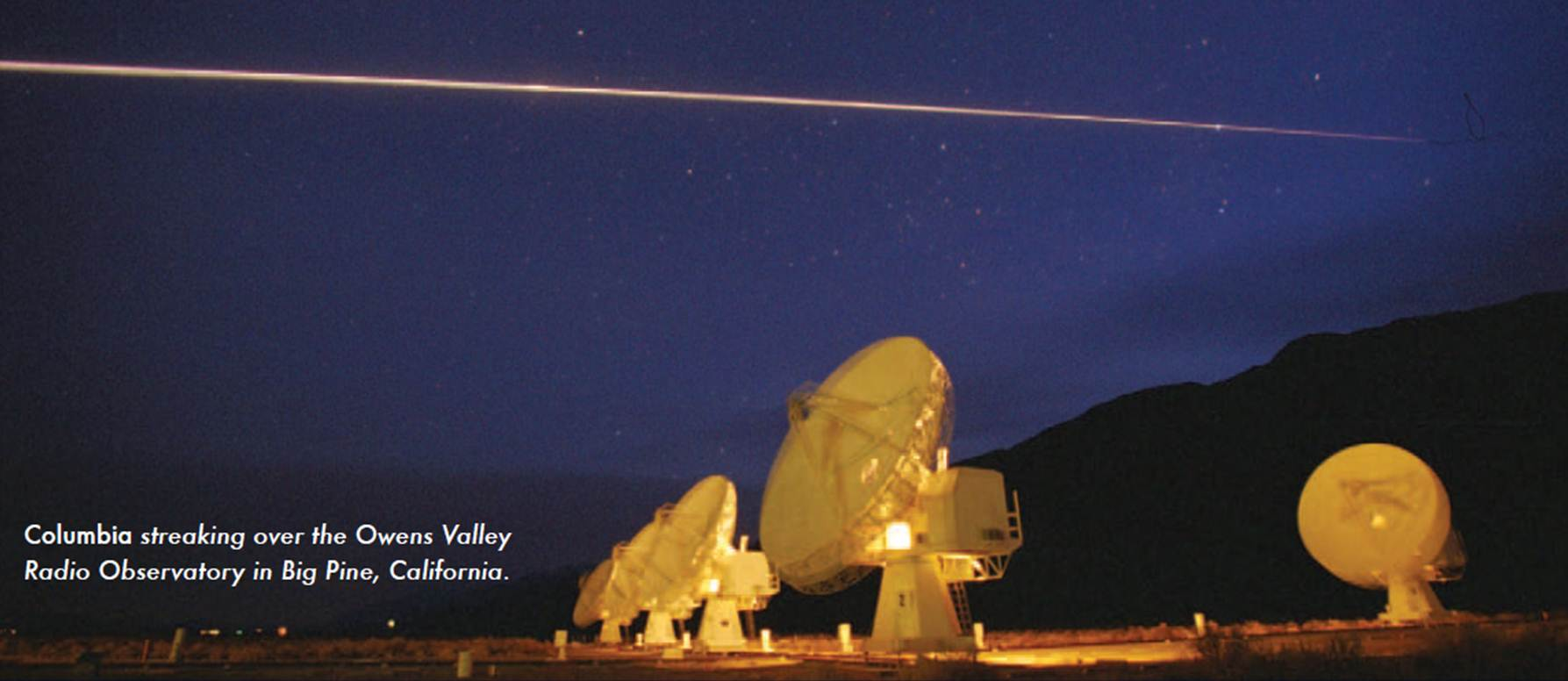
Navette Columbia traversant le ciel de Californie au-dessus du radiotélescope de Big Pine.

- 8 h 53 min 46 s (EI + 577) — Vitesse : Mach 22,8 ; altitude : 70,2 km. Des premiers flashs lumineux sont constatés par des témoins. Ces flashs correspondent à des signes de désintégration d’éléments provenant de Columbia. Au cours des 23 secondes suivantes il y eut quatre flashs similaires[12].

- 8 h 54 min 24 s (EI + 613) — Vitesse : Mach 22,5 ; altitude : 69,3 km. Le responsable du suivi des paramètres de la navette (Maintenance, Mechanical, And Crew Systems (MMACS) informe le directeur de vol que quatre capteurs de pression hydraulique situés dans l'aile gauche affichent des valeurs inférieures à la valeur minimale enregistrable. C'est la première indication d'un problème visible depuis le Centre de contrôle de mission.

#### Chronologie après la première indication d'une anomalie visible depuis le Centre de contrôle de mission
- 8 h 54 min 25 s (EI + 614) — Columbia quitte l'État de Californie et entre dans l'État du Nevada. De nouveaux flashs lumineux sont constatés par des témoins. Dix-huit événements similaires seront constatés au cours des quatre minutes suivantes montrant la désintégration progressive de l'aile gauche.

- 8 h 55 min 32 s (EI + 683) — Vitesse : Mach 21,8 ; altitude : 68,1 km. Columbia quitte l'État du Nevada et entre dans l'État de l'Utah.

- 8 h 55 min 52 s (EI + 703) — Columbia quitte l'État de l'Utah et entre dans l'État de l'Arizona.

- 8 h 56 min 30 s (EI + 741) — Columbia effectue un virage à gauche prévu dans la trajectoire de descente.

- 8 h 56 min 45 s (EI + 756) — Vitesse : Mach 20,9 ; altitude : 67 km. Columbia quitte l'État de l'Arizona et entre dans l'État du Nouveau-Mexique.

- 8 h 57 min 24 s (EI + 795) — Columbia passe juste au nord d'Albuquerque dans l'État du Nouveau-Mexique.

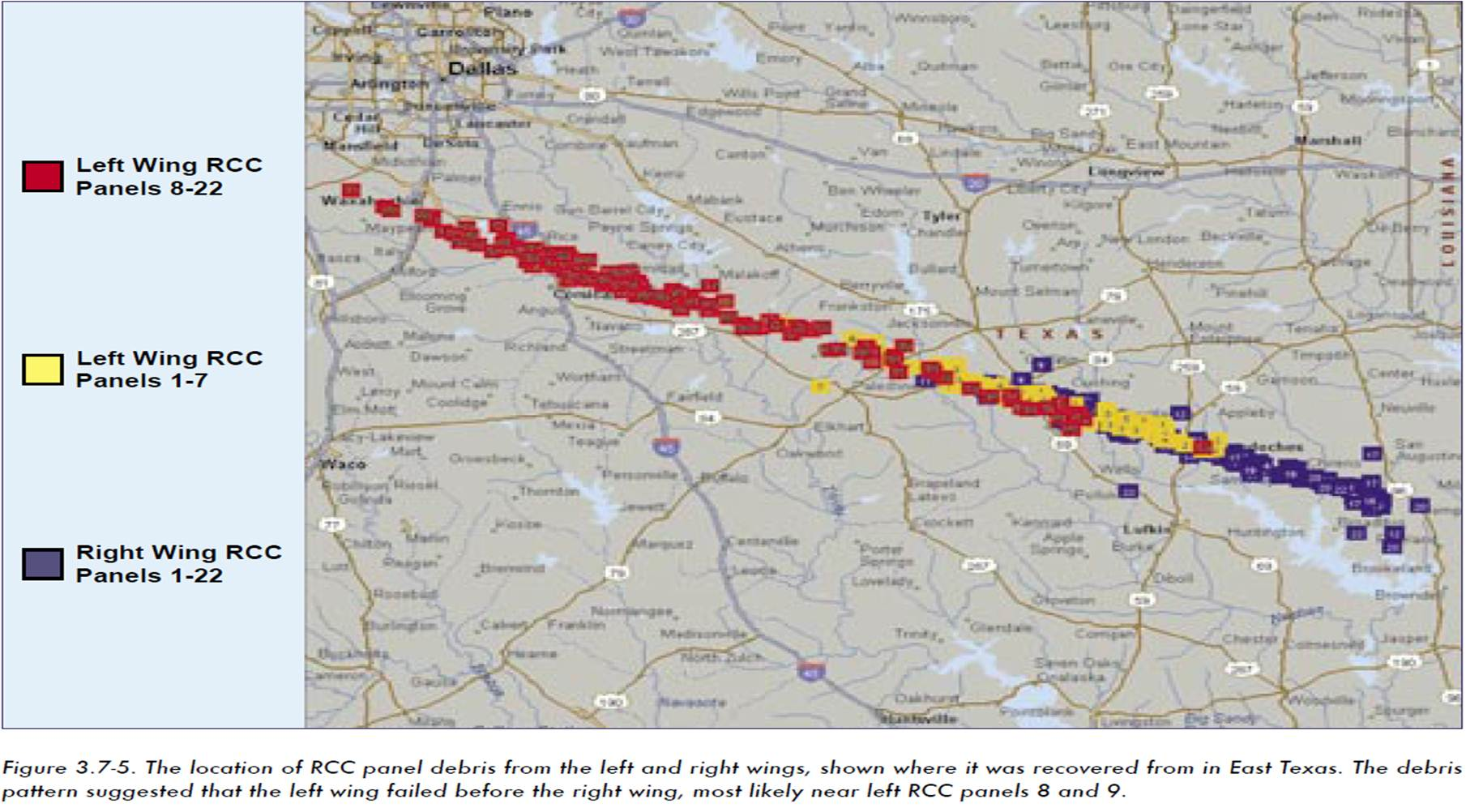
Localisation dans le Texas des débris provenant des ailes de la navette spatiale Columbia.

- 8 h 58 min 20 s (EI + 851) — Vitesse : Mach 19,5 ; altitude : 64 km. Columbia quitte l'État du Nouveau-Mexique et entre dans l'État du Texas. La navette perd une des tuiles du système de protection thermique au-dessus de Littlefield. C'est le débris le plus à l'ouest qui fut récupéré par les équipes de recherche. Les débris provenant des désintégrations précédemment vues par des témoins n'ont pas été retrouvés.

- 8 h 59 min 15 s (EI + 906) — Le responsable du suivi des paramètres de la navette (MMACS) informe le directeur de vol que les mesures de pression des deux pneus du train d'atterrissage principal dans l'aile gauche ont été perdues. Le responsable des communications avec l'équipage (CAPCOM) informe alors l'équipage du problème et indique à celui-ci que le problème est en cours d'évaluation.

- 8 h 59 min 32 s (EI + 923) — Une bribe de la réponse du commandant de la mission a été enregistrée : « Roger, euh, bu - [coupée à mi-mot…] ». Ce fut la dernière communication de l'équipage et les dernières données reçues en télémétrie par le Centre de contrôle de mission. Une perte de signal courte était prévue afin que les antennes de la navette passent du satellite de relais ouest au satellite de relais est ou directement aux antennes situées au John F. Kennedy Space Center.

- 9 h 0 min 18 s (EI + 969) — Des vidéos amateurs enregistrent la désintégration de la navette Columbia. Cependant, l'équipe du Centre de contrôle de mission ne le sait pas encore et travaille à restaurer la communication interrompue.

#### Chronologie après la désintégration de Columbia
- 9 h 2 min 21 s (EI + 1 092) — Le responsable des communications et télémesures du Centre de contrôle de mission (Instrumentation and Communication Office (INCO)) indique que la durée d'interruption des communications est anormalement longue. Le directeur de vol demande si des paramètres des instruments de communication ont été changés juste avant la perte du signal. L'INCO répond par la négative et que tout se déroulait correctement.

- 9 h 3 min 45 s (EI + 1 176) — Le responsable des communications avec l'équipage (CAPCOM) essaye de contacter l'équipage via le satellite relais Est et via les antennes UHF. Pas de réponse alors que la navette devrait se situer à portée des antennes UHF situées sur Merritt Island où le John F. Kennedy Space Center est installé. L'INCO et le CAPCOM essayent de contacter la navette et de passer sur les systèmes de communication de secours sans succès.

- 9 h 12 min 39 s (IE + 1 710) — Une personne du Centre de contrôle de mission informe oralement le directeur de vol que CNN est en train de diffuser des images montrant une désintégration de Columbia au-dessus de Dallas. Le directeur de vol demande au contrôleur au sol de « verrouiller les portes ». Cet ordre permet de fermer les portes du Centre de contrôle de mission afin de garder sur place les contrôleurs de la mission, couper toute communication téléphonique avec l’extérieur de la salle et démarrer les procédures de sauvegarde des données pour l'enquête[13],[14].

#### Annonce officielle de la désintégration de Columbia
À 14 h 4 HNE, le président des États-Unis George W. Bush adresse un message au pays : « Ce jour nous a apporté de terribles nouvelles et une grande tristesse pour notre nation. À 9 h ce matin le Centre de contrôle de mission a perdu le contact avec la navette spatiale Columbia. Peu après, des débris ont été vus tombant du ciel au-dessus du Texas. La navette Columbia est perdue, il n'y a aucun survivant. […] ».

#### Débris retrouvés
Des débris de la navette et des restes humains appartenant aux astronautes ont été trouvés autour de Norwood, dans le Texas.

## Causes indirectes

### Conception et utilité de la protection du trépied

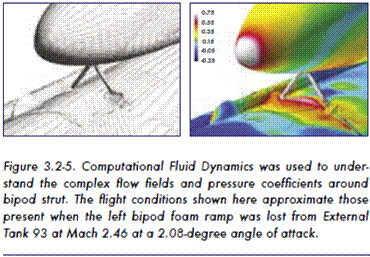
Modélisation des effets aérodynamiques à Mach 2,46 et sous un angle d'incidence de 2.08 degrés (conditions lors de la perte de l'isolant). Comme le nez de la navette, la base du trépied est soumise à de fortes contraintes aérodynamiques.

La mousse isolante protégeant le trépied et faisant un biseau, est ajoutée manuellement sur la couche d'isolant précédente sur le réservoir externe. Toutes deux sont à base de BX-250 (mousse de polyuréthane) renforcé par un liant entre ces deux couches (Conathane). Le biseau est obtenu en sculptant manuellement la mousse afin de lui donner la forme désirée. De par leur structure interne, les mousses isolantes ne sont pas uniformes et leurs propriétés mécaniques peuvent varier au sein d'un bloc.
La dissection de biseaux identiques sur d'autres réservoirs externes en construction, a révélé des défauts dans l'uniformité de la mousse (trous, poches et débris) affaiblissant sa résistance mécanique à l'arrachement. Cependant, il fut noté que les techniques utilisées pour construire ces pièces étaient conformes aux procédures en vigueur.

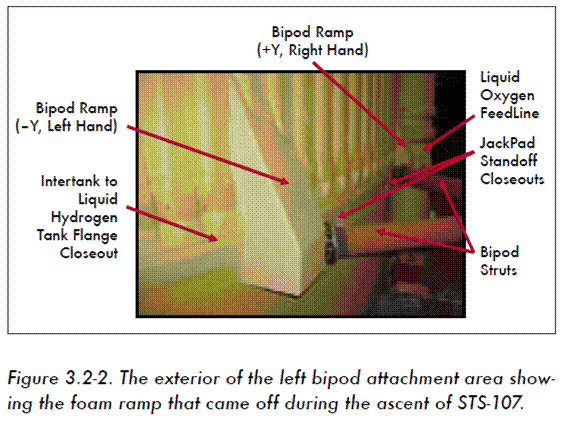
Vue de la couche de mousse isolante protégeant le trépied avant gauche. C'est ce bloc de mousse qui se détache et est à l'origine de l'accident.

La localisation de ce biseau est à cheval entre le réservoir de LH2 à −253 °C et la jupe inter-étage qui ne contient pas de gaz liquéfié mais de l'azote gazeux. Il existe de fortes disparités de température dans la structure sous-jacente. Cette jupe inter-étage sert aussi comme point d'attache du trépied de la navette et comme point d'attache des boosters. Elle est soumise à de fortes pressions et d'intenses vibrations en vol. De plus, le nez de la navette est juste en amont du trépied et concourt à l'apparition de phénomènes aérodynamiques complexes (effet Venturi) comme illustré dans l'image de droite.
Enfin, le biseau ne contient pas de pièces structurelles renforçant sa rigidité et n'est composé que de mousse. Il est présent afin d'améliorer l’aérodynamique de la structure et ne présente aucune autre utilité.
À la suite du vol STS-107 l'utilité de ce biseau dans la mousse isolante fut réévaluée. Il fut décidé à l'issue des analyses et simulation que ces biseaux n'apportaient pas de bénéfice et furent retirés de la conception des réservoirs externes suivants. Ces modifications portaient sur les trois biseaux majeurs : trépied gauche, trépied droit et ligne d'alimentation LOX externe.
Dans son rapport d’enquête, le Columbia Accident Investigation Board (CAIB) note neuf conclusions concernant les pertes de mousse isolante:
- F3.2-1 La NASA ne dispose pas d'analyse des causes provoquant la perte de mousse isolante sur tous les vols en particulier sur les parties ayant été sculptées manuellement.
- F3.2-2 Il n'y a pas de méthode permettant d’évaluer la résistance de la mousse isolante appliquée sur le réservoir préalablement au vol.
- F3.2-3 Les pertes de mousses isolantes ne sont pas corrélées avec l'âge du réservoir ainsi que son temps d'exposition aux aléas climatiques préalablement au vol.
- F3.2-4 Le bureau d’enquête n'a pas trouvé de preuve de négligence dans les méthodes utilisées afin d'appliquer la couche de mousse isolante.
- F3.2-5 Le bureau d'enquête a trouvé de nouveaux cas de perte de mousse isolante depuis le trépied gauche, non détectés préalablement par la NASA, portant le nombre d'incidents à 7 sur 72 missions analysables.
- F3.2-6 Des défauts dans l'homogénéité des mousses isolantes ont été détectés dans les trois dissections de biseaux de trépieds, suggérant que des défauts similaires étaient potentiellement présents dans le biseau du trépied gauche du réservoir externe 93 utilisé lors du vol STS-107.
- F3.2-7 Des pertes de mousses isolantes ont été constatées dans plus de 80 % des 79 vols analysables.
- F3.2-8 30 % des missions réalisées n'avaient pas d'images analysables dans le cadre de la recherche de pertes de mousses isolantes.
- F3.2-9 L'analyse des facteurs unitaires n'a pas permis d'identifier une cause unique pour la perte de mousse isolante. Le bureau d'enquête en conclut qu'une combinaison de plusieurs facteurs a engendré la perte de cette mousse isolante.

### Images de la phase ascendante

Images de l'impact des débris à T+81,9 secondes

Le vol STS-107 ayant décollé le 16 janvier 2003 à 10 h 39 (heure locale) des caméras de suivi ont été en mesure de filmer l'ascension de la navette Columbia. Deux caméras ont enregistré l'impact de la mousse isolante sur la navette :
- une caméra de 35-mm E212 à 27 km de distance ;
- une caméra vidéo E208 à 42 km de distance.

Dans son rapport d’enquête, le Columbia Accident Investigation Board (CAIB) note que les preuves photographiques permettent de conclure que le biseau en mousse isolante du trépied gauche est le débris ayant percuté la navette sur le bord d'attaque inférieur de l'aile gauche dans la région située entre les panneaux 6 à 9 avec une vitesse relative d'approximativement 877 km/h. L'absence de caméras haute résolution a gêné l'analyse de cette collision à l'issue de la phase de décollage. Néanmoins elles étaient suffisantes pour déterminer, au cours du vol, les conséquences sur le système de protection thermique de la navette.
Les équipes au sol du centre de vol spatial Marshall ont détecté l'incident le 17 janvier 2003 à 9 h 30 (EST) à partir des images du décollage. Les dommages induits n'étaient pas évaluables à cause de l'insuffisance d'informations et d'images. Cependant les équipes notèrent qu'elles n'avaient jamais vu de débris aussi important heurter la navette. Ils décidèrent de considérer cet événement comme exceptionnel. En conséquence, deux des plus hauts responsables de la NASA furent informés : Ron Dittemore (shuttle program manager of NASA) et Linda Ham (shuttle program's integration manager). Une équipe d'évaluation fut constituée afin d’analyser la conséquence de cet impact. Les équipes au sol réussirent à estimer, avec une étonnante précision, la taille du débris, sa vitesse et son angle d'impact. Concernant ces éléments le rapport d’enquête notera leur précision remarquable. Cette équipe fit une demande d'images de l'aile de la navette en orbite.
Au cours du samedi 18 janvier 2003 (J3) et dimanche 19 janvier 2003 (J4), week-end comprenant le jour férié Martin Luther King Day, les ingénieurs commencèrent à évaluer les dégâts potentiels. Un ingénieur de Boeing utilisa l'outil de prédiction des dégâts nommé « Crater ». L'outil prédit une profondeur d'impact supérieure à l'épaisseur d'une tuile RCC, indiquant ainsi un risque de combustion en profondeur de l'aile lors de la rentrée dans l’atmosphère. Cependant les équipes ne prirent pas en compte ce résultat estimant que l'outil majorait l'ampleur des dégâts tout en minorant la résistance des tuiles.
Contrairement aux procédures, cette équipe d'évaluation n'était pas dirigée par les responsables du programme de la navette (Shuttle Program) ni par les responsables de la mission (Mission Management). En conséquence, les équipes chargées du contrôle et du suivi de mission (Mission Control et Mission Evaluation Room) ne dirigèrent pas l'équipe d'évaluation. La seule demande fut d'aboutir à des conclusions pour le 24 janvier.
Au cours du mardi 21 janvier 2003 (J5) les premiers résultats de l'équipe d'évaluation sont présentés au cours d'une réunion informelle. Les responsables de la NASA présents ne demandèrent pas de précisions sur les hypothèses, progrès et résultats intermédiaires. Le rapport d'enquête note que le comportement des responsables fut inhabituel. Ceux-ci sont habituellement impliqués dans l'analyse des incidents qu'ils considèrent comme problématiques. À l'issue de la réunion les participants décidèrent que la prise de photos en orbite de l'aile gauche était essentielle afin de lever les doutes sur les dommages et permettre une analyse plus précise des conséquences de l'incident.
À cause du manque de direction de l'équipe d'évaluation, celle-ci ne fit pas la demande d'imagerie aux équipes chargées du contrôle et du suivi de la mission mais auprès de l'équipe d'ingénieurs de la navette au centre spatial Lyndon B. Johnson. En conséquence, cette demande fut considérée par les responsables de la navette comme optionnelle, non prioritaire et fut annulée. Quand les membres de l'équipe d'évaluation surent que le centre de contrôle de mission avait annulé la demande, ils s’inquiétèrent. Personne ne réalisa que cette annulation n'était pas définitive et qu'elle correspondait en fait avec la demande faite lors du 17 janvier 2003. Au lieu d'insister, l'équipe d'évaluation chercha comment obtenir ces images, sans passer par la voie officielle. Ils continuèrent à chercher comment obtenir ces photos, même après avoir rendu leurs conclusions le 24 janvier 2003. Ce problème révèle un manque de communication patent entre les ingénieurs et les responsables du programme des navettes spatiales: les ingénieurs disaient ne pas être écoutés et les responsables disaient ne pas être impliqués dans les discussions entre ingénieurs.
Il y eut trois demandes différentes d'images de la navette en vol orbital soit de la part d'ingénieurs, soit de responsables :
1. J2 - Bob Page, responsable de l'équipe d'analyse des images à Wayne Hale, Responsable du programme des navettes spatiales pour les phases préparatoires au lancement au centre spatial Kennedy (discussion en personne).
2. J6 - Bob White responsable chez United Space Alliance, sous-traitant participant à l'équipe d'évaluation, à Lambert Austin responsable de l'intégration des systèmes du programme des navettes spatiales au Centre spatial Lyndon B. Johnson (par téléphone).
3. J6 - Rodney Rocha, responsable de l'équipe d'évaluation de la collision à Paul Shack, Manager, Responsable de l'équipe d’ingénierie de la navette (par e-mail).

En plus, il y eut au moins huit opportunités différentes qui auraient permis de découvrir l'étendue des dommages subis par Columbia :
1. J4 - Rodney Rocha, responsable de l'équipe d'évaluation, demande si l'équipage de la navette est informé qu'il doit inspecter l'aile gauche. Pas de réponse.
2. J6 - Le centre de contrôle de mission oublie de demander à l’astronaute David Brown d'envoyer depuis la navette la vidéo qu'il a filmée de la séparation de la navette avec le réservoir externe. Cette vidéo aurait pu montrer le morceau de mousse isolante manquant.
3. J6 - Des équipes de la NASA et la National Geospatial-Intelligence Agency, agence du département de la Défense des États-Unis qui collecte et diffuse le renseignement géospatial en utilisant l'imagerie satellite, discutent d'une possible requête afin d'obtenir des images du vol orbital de la navette. Aucune action prise.
4. J7 - Wayne Hale téléphone au représentant du département de la Défense. Celui-ci commence à évaluer les moyens nécessaires à la mission. Cette action sera interrompue par les ordres donnés par Linda Ham (shuttle program's integration manager).
5. J7 - Mike Card, Un responsable de la NASA pour la sécurité des vols (Safety and Mission Assurance Office), discute d'une demande d'images orbitales avec Mark Erminger, responsable au Centre spatial Lyndon B. Johnson pour la sécurité des vols. Aucune action prise.
6. J7 - Mike Card discute d'une demande d'images orbitales avec Bryan O'Connor, Administrateur associé pour la sécurité des vols (Associate Administrator for Safety and Mission Assurance) et ex-astronaute. Aucune action prise.
7. J8 - Barbara Conte, après avoir discuté de la demande d'images orbitales avec Rodney Rocha, appelle LeRoy Cain, Directeur de vol pour la phase d'entrée dans l’atmosphère de la mission STS-107. Cain vérifie l'utilité avec Phil Engelauf, puis décide que c'est inutile.
8. J14 - Michael Card discute d'une demande d'images orbitales avec William Readdy, Administrateur associé pour les vols spatiaux et ex-astronaute. Readdy transmet cette demande avec une priorité basse (ne devant pas interférer avec l'activité prévue). Rien ne sera fait.

### Historique des incidents précédents impliquant de la mousse isolante
Ce type d'incident de perte de mousse isolante était fréquent. Sur les 79 vols disposant de caméras embarquées, il fut constaté des pertes de mousse isolante sur 80 % de ces vols. Sur 10 % des vols analysés, la perte de mousse isolante provenait du trépied gauche.
Le tableau ci-dessous présente les principaux incidents de perte d'isolant, soit constatés par la NASA, soit identifiés au cours de l’enquête:
| Mission | Date            | Commentaire |
| ------- | --------------- | --- |
| STS-1   | 12 avril 1981   | Beaucoup d'impacts de débris. Trois cents tuiles de protection thermique remplacées. |
| STS-7   | 18 juin 1983    | Premier cas connu de perte de mousse isolante sur le trépied gauche. |
| STS-27R | 2 décembre 1988 | Un débris provenant de la coiffe de protection d'un booster casse une tuile du bouclier de protection thermique. Par chance, la localisation de cette tuile est juste sur une plaque épaisse d'aluminium protégeant une antenne bande L. Il a été clairement indiqué dans l'analyse post-vol que si cette plaque avait été absente ou si l'impact avait eu lieu sur une autre tuile, alors les gaz incandescents auraient traversé le bouclier de protection thermique. Cet incident est noté alors comme le plus sévère de toutes les missions et sera corrigé par le changement de matériau des coiffes de boosters. |
| STS-32R | 9 janvier 1990  | Deuxième cas connu de perte de mousse isolante sur le trépied gauche. |
| STS-35  | 2 décembre 1990 | Découverte d'un taux anormal d'impacts sur le bouclier thermique de la navette. Après analyse des vidéos du vol, dix zones de pertes de mousse isolante sont identifiées sur le réservoir externe au niveau de la jupe inter-étage. Première fois que la NASA qualifie les débris de mousse comme contraire à la sûreté des vols. À partir de ce vol, la NASA essaie de mettre en place des actions correctives en creusant des évents ou en améliorant le processus d'application des mousses isolantes. |
| STS-42  | 22 janvier 1992 | Cent cinquante neuf impacts constatés sur le bouclier thermique de la navette. Deux trous dans la mousse isolante du réservoir externe de 20 cm et 30 cm sont identifiés comme la cause des impacts. Première fois qu'aucune action correctrice n'est apportée et que l'incident est classé comme inexpliqué / isolé. La mission suivante STS-45 est lancée avant que l'incident ne soit clos. |
| STS-45  | 24 mars 1992    | Deux impacts constatés sur le bord d'attaque de l'aile droite sur le panneau no 10. L'incident est classé comme inexpliqué et probablement causé par un débris orbital. Les analyses des impacts révéleront de traces de débris non-cosmiques et d'origine humaine. Cependant aucune analyse de la trajectoire des débris ne sera effectuée pour en identifier la provenance. |
| STS-50  | 25 juin 1992    | Troisième cas connu de perte de mousse isolante sur le trépied gauche. L'incident est clos avec la mention: Risque toléré. |
| STS-52  | 22 octobre 1992 | Cas de perte de mousse isolante sur le trépied gauche non identifié à l'issue du vol. Quatrième cas de perte de mousse isolante sur le trépied gauche. |
| STS-56  | 8 avril 1993    | Nombreux impacts superficiels sur une grande zone des tuiles. La cause est identifiée comme étant des pertes de l'indication que le nombre de débris constaté est dans la norme ou dans le ratio habituel. |
| STS-62  | 4 octobre 1994  | Cas de perte de mousse isolante sur le trépied gauche non identifié à l'issue du vol. Cinquième cas de perte de mousse isolante sur le trépied gauche. |
| STS-87  | 4 octobre 1994  | Trois cent huit impacts constatés dont deux cent quarante-quatre sur le bouclier thermique de la navette. Cent neuf de ces impacts font plus de 2,5 cm. Après analyse statistique, ces impacts sont considérés comme dépassant la norme et un incident de vol fut déclaré. La cause de ces débris de mousse isolante fut identifiée : un changement dans la formule de la mousse isolante afin de minimiser l'usage de CFCs (gaz responsable du trou dans la couche d'ozone). Durant les neuf missions suivantes, des actions correctrices furent mises en place avec une réduction de l'épaisseur de la mousse et la mise en place d'évents supplémentaires. À l'issue des dix vols l'incident fut clos au motif que les débris avaient été réduits à un niveau acceptable. Le bureau d'enquête a noté que le nombre d'impacts était alors revenu au niveau constaté avant le changement de la formule de mousse isolante, mais pas au-dessous de ce qui était constaté auparavant. |
| STS-112 | 7 octobre 2002  | Sixième cas connu de perte de mousse isolante sur le trépied gauche. Première fois qu'aucun incident de vol n'est déclaré. Une action correctrice sera tracée et sera toujours en cours lors du vol STS-107. |
| STS-107 | 16 janvier 2003 | Septième cas connu de perte de mousse isolante sur le trépied gauche. Destruction de Columbia lors de la rentrée dans l'atmosphère. |

Dans son rapport d’enquête, le Columbia Accident Investigation Board (CAIB) qualifie ce phénomène de « normalisation de la déviance » comme ce fut le cas pour le processus ayant conduit à la destruction de Challenger :
- dans un premier temps, les pertes de mousse isolante étaient considérées comme des incidents de vols devant être résolus avant la mission suivante ;
- puis dans un deuxième temps, elles ont peu à peu été considérées comme secondaires et les vols ont continué malgré l'existence d'incidents non résolus ;
- enfin, elles sont devenues des « risques tolérés » et les incidents ont été classés sans suite car de même nature que les incidents des vols précédents ;
- finalement, elles n'ont plus donné lieu à des rapports d'incidents.

Cette normalisation de la déviance a conduit à ne plus considérer, petit à petit, qu'un risque puisse réellement engendrer un accident grave, voire une catastrophe. Ce risque ne fut plus considéré comme un risque devant être résolu puisqu'il n'avait jamais engendré d'accident auparavant… tout en omettant d'évaluer la probabilité que ce risque puisse générer des accidents dans le futur.

## Documentaires télévisés
- La navette Columbia, 1er épisode de la 2e saison de La Minute de vérité sur National Geographic Channel et sur Direct 8.